# Mezerolles Communal Cemetery
Mezerolles Communal Cemetery is een begraafplaats gelegen in de Franse plaats Mezerolles (Somme). De militaire graven worden onderhouden door de Commonwealth War Graves Commission.
De begraafplaats telt 6 geïdentificeerde Gemenebest graven uit de Tweede Wereldoorlog.